# Women's British Open 2010

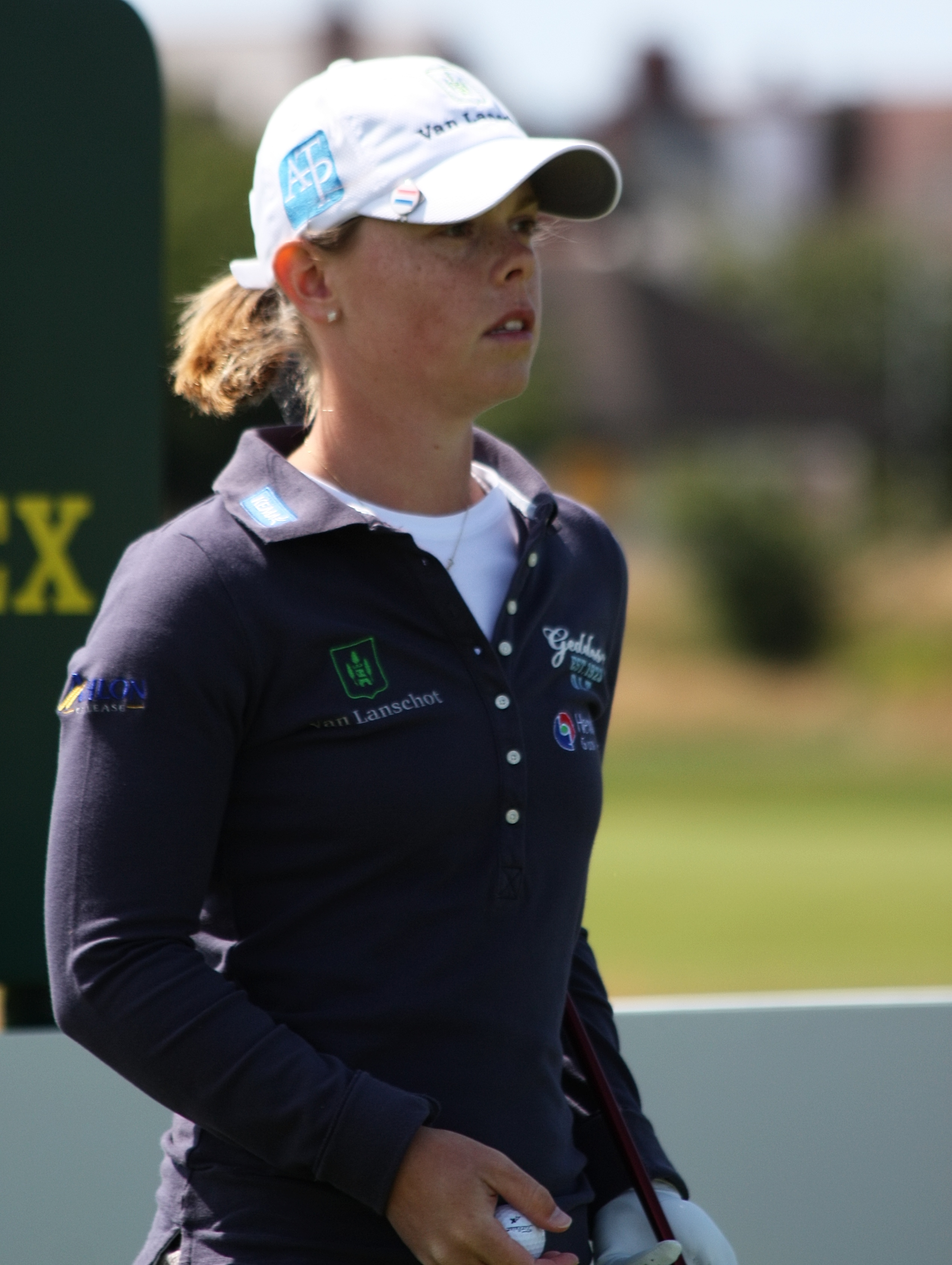
Boeljon op het Brits Open in 2009

Het Women's British Open van 2010 werd van 29 juli - 1 augustus gespeeld op de Royal Birkdale Golf Club.

## Verslag

### Ronde 1
Wind en een natte baan trog de Nederlandse Christel Boeljon 's ochtends aan. Zij maakte in de eerste ronde +2 en stond daarmee nog in de top-50. Aan de leiding gingen Yani Tseng uit Taipei en Katherine Hull uit Australië met -4.

### Ronde 2
In de regen maakte Boeljon 79 en miste de cut. Hull maakte 74 en zakte naar de 8ste plaats, Tseng maakte weer 68 en bleef aan de leiding. Ze kreeg vier slagen voorsprong op de speelsters die de tweede plaats delen. Volledige uitslag .

### Ronde 3
Tseng maakte een derde ronde van 68 en kwam op -12. Katherine Hull eindigde met vijf birdies op 66, en gaf zichzelf weer kans op de overwinning. Haar totaal was nu -8.

### Ronde 4
Voor de laatste ronde had Tseng 73 slagen nodig, maar haar concurrenten haalden haar niet in. Hoewel Katherine Hull 70 maakte, eindigde ze toch één slag achter Tseng, die het Brits Open met -11 won. Het was haar derde Major overwinning, op 21-jarige leeftijd is zij de jongste speelster die drie majors gewonnen heeft.
De beste Europese speelster was de Spaanse Maria Hernandez, ze maakte -1 en kwam daarmee op een gedeeld 14de plaats.
1. 277:  Yani Tseng
2. 278:  Katherine Hull
3. 281:  Na Yeon Choi en  In Kyung Kim